# 比留川マイ
比留川 マイ（ひるかわ まい、1995年〈平成7年〉10月3日 - ）は、日本のグラビアアイドル、タレント。女性アイドルグループ「sherbetNEO」の元メンバー。愛称はまいちぃ。
リップ所属。神奈川県出身。

## 経歴
2018年、ワンエイトプロモーションに所属し「成田まい」の芸名でデビュー。事務所入所前は美容関係の仕事をしていたが、辞めてしまい、アルバイトだけをしていた時期があり、これからどうするか考えていた時に、ワンエイトの所属募集ページをたまたまインターネットで閲覧。もともと芸能の仕事には興味があったので、勢いで応募してみたら所属が決まり、あれよあれよでレースクイーンデビュー（2018年・SUPER GT「apr HIVRID VICTORIA」）が決まったのがデビューのきっかけだという。ミスFLASH2019では、ワンエイトの先輩である沙倉しずかや、同期所属の江藤菜摘と共にエントリー。最終的には沙倉が史上最年長の32歳でグランプリを受賞したものの、自身と江藤はファイナリスト入賞すら果たせなかった。
2019年1月に芸名を現在の「比留川マイ」に改名してからはグラビアに活躍の場を広げた。同年のミスジェニック候補生に選ばれるも、上位入賞はならなかった。その後2021年、ワンエイトプロモーションからリップに事務所を移籍。同年6月19日に女性アイドルグループ「sherbet」の妹分として結成された「sherbetNEO」の候補生として活動開始（sherbet・青山ひかる生誕祭／新宿アルタKeyStudioにてお披露目）。候補生は2チーム制で、A-teamに所属。2021年8月2日に正式メンバーに昇格する。担当カラーは白。
2023年1月9日に所属グループの活動終了を受けて、sherbetNEOを卒業した。
2025年3月20日に行われた、橋本梨菜グラビア10周年トークイベントには、元sherbetNEOとして参加した。

## 人物
- 趣味・特技はお酒（特に日本酒、唎酒師取得。一人飲み）、グルメ巡り、一人カラオケ、競輪、楽器（ピアノ、ギター、ドラム経験有り）、昭和歌謡を聴くこと[2][15]。
- 新体操の経験があり、体が柔らかい[16]。

## 作品

### イメージDVD
1. 1st Impact マイ ライフ（2022年7月26日、エアーコントロール）[16][17][18]
2. あなたと舞いたい（2023年1月27日、竹書房）[19][20]
3. ピンクなお仕事（2023年7月25日、エアーコントロール）[21][22]
4. マイワイフ（2023年10月25日、スパイスビジュアル）[23][24]
5. 舞姫（2024年1月26日、竹書房）[25][26]
6. MYおじ（2024年6月20日、ラインコミュニケーションズ）[27][28]
7. 比留川マイvs仮想エロス（2024年9月24日、エアーコントロール）[29][30]
8. EVERYDAY（2025年1月24日、竹書房）[31][32]
9. Don't stop My wife（2025年4月30日、スパイスビジュアル）[33][34]

### デジタルコンテンツ

#### 動画
- 快汗！セクシーRunトレ #9（2022年6月10日、Amazon Prime Video）[35]
- グラビア学園MOVIE（2022年12月17日、グラビア学園 DMM TV） 比留川マイ 1[36] 比留川マイ 2[37]

#### 電子書籍
- グラビア学園 kindle版（2022年12月16日発売、グラビア学園 Kindle）3冊[参照 1]
- 自撮り写真集 グラビア学園 Kindle版（2023年2月3日発売、グラビア学園 Kindle）[参照 2]
- VIVID GIRL 比留川マイ（2023年発売、VIVID CAST Kindle）8冊[参照 3]
- 解禁グラビア写真集（2023年 - 2024年、サークルチェンジ）8冊+セット1冊[参照 4]
- Bamboo e-Book『Dance with me』（2023年6月9日発売、竹書房 Kindle）[参照 5]
- 北川アイドル写真館（2023年9月10日 - 掲載中、ヤンチャンWeb）[参照 6]
- Kiss You（2024年3月27日、スパイスビジュアル）[参照 7]
- ひるさがりの秘密 [sabra net e-Book]（2024年発売、Kindle版）2冊[参照 8]

#### グッズ
- WithLIVEコレクション（不定期、WithLIVE）動画or静止画[38]

### 楽曲
- イケオネになりたい（2024年8月8日）アルバム『イケオジism／しろし』収録[39] 作詞・作曲：しろし 歌唱：しろし、比留川マイ

## ファンクラブサイト
- 比留川マイの"例の"お部屋（2023年6月1日 - 継続中、Fantia）※有料プラン／無料プラン有り[参照 9]

## 出演

### テレビ
- みんなのKEIBA「サマー・ウーマンズ・グランプリ2020」（2020年8月、フジテレビ） - エントリーNo.12[40]
- THEわれめDEポン（フジテレビONE） - 水着アシスタント
  - 2022年[参照 10]
  - 2023年[参照 11]
  - 2024年3月15日[41] 4月26日[42]
- 午前0時の森（2022年3月21日、日本テレビ） - ゲスト[43]
- 競輪LIVE!チャリロトよしもと （2022年5月31日、BSよしもと）『登坂のシンデレラ』コーナー[44]
- 笑福亭鶴光のオールナイトニッポン.TV@J:COM（2022年10月9日、J:COMチャンネル） - ゲスト[45]
- よゐこらぼ3（2024年1月25日、フジテレビONE） - ゲスト[46]
- THE極雀DEポン #7（2024年3月22日、フジテレビONE） - 水着アシスタント [47]
- いい福みつけ旅 第266回（2025年3月27日、奈良テレビ放送） - ナビゲーター [48]  共演：福盛訓之、桜みゆ

### ドラマ
- Qrosの女 スクープという名の狂気 第4話（2024年10月28日、テレビ東京）

### ラジオ
- GIRLS♥GIRLS♥GIRLS =RED ZONE= sherbetNEOの＃ねおらじ（2021年7月7日 - 12月29日、全26回、FM FUJI）
- みんなあつまれ！ワクワクサワー（2023年9月11日、FMジャングル含むコミュニティ放送30局ネット） - ゲスト[49]
- しろしのFutureGO!GO!（2024年8月3日、渋谷クロスFM） - ゲスト[50]

### Vシネマ
- FIXED BOXER（2024年、Amazon Prime video）- カジノディーラー カナエ役[51]

### ウェブテレビ
- 有田ジェネレーション（2023年4月25日・6月23日、Paravi）[52][53]
- シブアイ! 渋谷アイドル100人劇場（2023年10月30日 - 11月28日）[54]  - シブアイ2023アシスタントMC

### Youtubeチャンネル
- まいちぃCHANNEL ※個人チャンネル
- 実話BUNKAタブーチャンネル（2022年6月2日、全2回）世界のビール飲み比べ[55]
- ドカントch（2022年7月12日 - 29日）[56]
- ガチンコビリヤードクラブ（2022年8月14日 - 9月19日、全14回）ドキッ！水着だらけのビリヤード大会[57]
- 佐久間宣行のNOBROCK TV 第125回（2022年9月21日） - ゲスト[58]
- 【美女図鑑】LOOK BOOK（2022年10月5日 - 10月10日、全6回）[59]
- ガチンコビリヤードクラブ（2022年11月4日 - 2023年2月27日、全8回）グラドルVSコスプレイヤー7番勝負[60]
- 特撮ラボ ゆるふわん  4thシーズン（2023年11月5日） - ヒルカワ博士 役[61]
- トリマクリ! Keirin NAVI （2024年4月15日 - ）トリマクリガール（湊みそら、比留川マイ、水沢まい）[62]
- しろしch （2024年8月3日）MV『イケオジになりたい』[63]バックダンサー（爽香、比留川マイ、美羽フローラ、椎名あき、湊みそら）

### CM･PV
- GAPOLI_official（2023年8月9日 - 放映中）ウォッチ機能正式版リリース！[64]
- 日替わり内室

（2023年8月11日-31日）5周年イベント「桃色サマーパーティー」

（2023年9月16日-22日）5周年イベント優勝特典「桃色天使応援戦」渋谷電子看板

### 舞台
- 劇団GOOSE EGG THEATER「Emotional Rescue」（エモーショナルレスキュー）（2019年9月19日 - 22日、下北沢亭）[67]
- GO,JET!GO!GO!ZERO（2021年3月5日 - 15日 東京都中央区、A-Garage） - Bチーム：早紀 役[68]
- 歌唱戦隊 ライブレンジャー
  - （第9回本公演 2023年4月6日 - 4月9日 東京都豊島区、萬劇場） - Bチーム 白馬奏 役[69]
  - （第10回本公演 2023年7月27日 - 7月30日 東京都武蔵野市、武蔵野芸能劇場） - Bチーム 白馬奏 役[70][71]
  - （第11回本公演 2024年3月7日 - 3月10日 東京都武蔵野市、武蔵野芸能劇場） - Aチーム 巫影沙良 役／Bチーム 白馬奏 役[72]
  - （第12回本公演 2024年8月8日 - 8月11日 東京都武蔵野市、武蔵野芸能劇場） - Aチーム ラグニア 役／Bチーム 白馬奏 役[73]
  - （第13回本公演 2025年1月16日 - 1月20日 東京都豊島区、萬劇場） - Aチーム ラグニア 役／Bチーム 白馬奏 役[74]
- 志立彩色女学院アイドル科（2023年5月24日 - 5月28日 東京都板橋区、バルスタジオ） - 北条蘭子 役[75]
- Stac（スタック）（2023年10月5日 - 10月9日、東京都中央区、ブディストホール） - 金山桃香 役[76]
- クリスマスの決断（2023年12月13日 - 12月16日、東京都練馬区、アルネ543） - Aチーム 理絵 役[77]
- 泡沫ファンタジア（2025年2月20日 - 2月24日、東京都中野区、中野Studio twl） - シロガネ 役[78]
- Studio K'z「スーパーマンガ大戦 THE NEXT[79]」（2025年6月25日 - 29日、シアター風姿花伝） - NANA 役[80]

### イベント
- 東京ゲームショウ2018（2018年9月20日 - 23日、幕張メッセ） - Xperiaブースのコンパニオンとして参加[81]
- 東京ゲームショウ2019（2019年9月12日 - 15日、幕張メッセ） - Xperiaブースのコンパニオンとして参加[82]
- DVDリリースイベント

1. 『1st Impact マイライフ』（2022年8月14日、ソフマップAKIBAパソコン・デジタル館）[83]
2. 『あなたと舞いたい』（2023年2月23日、ソフマップAKIBAアミューズメント館）[84]
3. 『ピンクなお仕事』（2023年8月20日、ソフマップAKIBAアミューズメント館）[85]
4. 『マイワイフ』（2023年11月4日、ソフマップAKIBAアミューズメント館）[86]
5. 『舞姫』（2024年2月18日、ソフマップAKIBAアミューズメント館）[87]
6. 『MYおじ』（2024年7月21日、ソフマップAKIBAアミューズメント館）[88]
7. 『比留川マイvs仮想エロス』（2024年10月19日、ソフマップAKIBAアミューズメント館）[89]
8. 『EVERYDAY』（2025年3月1日、ソフマップAKIBAアミューズメント館）[90]

- こぶたの会 Vol.7 第二部（2024年6月22日、東京都板橋区：@かめやキッチン）[91]
- ぶたの貯金箱 第五回公演『青は黄色で赤』（2024年10月9日 -13日、東京都中野区：テアトルBONBON）Aチーム[92]

### 雑誌(書籍)
- GALS PARADISE 2018 レースクイーンデビュー編（2018年6月22日発売、三栄） - RACE QUEEN CATALOGUE 2018 SUPER GT PART 2『2018 apr HIVRED VICTORIA』[93]※成田まい 名義
- 週刊プレイボーイ（2022年5月23日号、集英社） - 本誌『グラビアフェス2022』・付録DVD『グラドルの主張2022』[94]
- 男の健康読本（2022年12月5日発売、宝島社） - ストレッチモデル[95]
- 週刊実話（日本ジャーナル出版）
  - （2023年1月9日号） - カラーグラビア『比留川マイ　花嫁の誘惑』[96]
  - （2023年8月3日号） - カラーグラビア『比留川マイ　ピンクの食い込み』[97]
- sabra net strictly［webメディア］（2023年2月1日号、sabra） - カラーグラビア『strictly GIRLS』[98]
- 週刊アサヒ芸能（アサヒ芸能）
  - （2023年10月12日号） - 厳選グラフ「秋の夜長にカップ酒」[99]
  - （2023年11月9日号） - 禁断袋とじ「第2の女性器」感じる「くちびるSEX」大研究[100]
- 金のEX DVD DX（vol.3 2024年3月21日発売、大洋図書） - グラビアアイドル秘密の座談会 共演：湊みそら・小日向奏音[101]
- 臨時増刊 ラヴァーズ（vol.40 2024年10月21日発売、大洋図書） - 大きなお尻のエクボがキュート!! 比留川マイ[102]

### 雑誌(Webメディア)
- サンスポ[webメディア]（不定期、サンケイスポーツ）
  - 【WEEKDAYはグラドル日記】 No.541[103]・No.741[104]・No.750[105]・No.836[106]・No.1042[107]・No.1051[108]
  - その他[109]
- ドライバーWeb（2024年8月31日、DRIVER@WEB）横顔を眺めながら ～爪 切男の助手席ドライブ漂流～ 第8話「シマウマな彼女」（ルノー・アルカナ × 比留川マイ）[110]

### 撮影会
- RIP新年水着撮影会（2023年1月8日、studio ecolo）[111]
- フレッシュスペシャル大撮影会in川越水上公園（2023年5月21日、川越水上公園）[112]

### オフ会
- バースデーオフ会
  - 2023（2023年10月15日、渋谷区：エスグロッソ東京）[113] - 堀江りほと合同。ゲスト：水沢まい
  - 2024（2024年10月20日、渋谷区：カラオケの鉄人恵比寿店）[114] - 堀江りほと合同
- RIP Girls 忘年会オフ会 2023（2023年12月23日、渋谷区：カラオケパセラ渋谷店）[115]  - 共演：水沢まい・堀江りほ・竹川由華